# Rue Boissac
La rue Boissac est une rue du quartier d'Ainay située sur la presqu'île dans le 2e arrondissement de Lyon, en France.

## Situation et accès
La rue débute place Bellecour et se termine rue Sala. La circulation se fait dans le sens de la numérotation avec un stationnement d'un seul côté.

## Origine du nom
La rue porte le nom légèrement altéré de la famille Boissat qui descendait de Pierre de Boissat. C'est André Athiaud de Boissat, lieutenant général du roi et propriétaire du tènement du Plat, qui fait ouvrir la rue vers 1645 pour tirer plus grand profit de son terrain. Le nom de la rue est attesté en 1680.

## Histoire
André de Boissat fait construire un hôtel particulier mais faute d’argent, il doit le vendre à Pierre-Joseph Giovo, seigneur de la Haye et conseiller du roi, qui l’agrandit du côté de la rue Victor Hugo. Lors du séjour de Louis XIV à Lyon, Giovo prête son hôtel à Philippe d'Orléans, frère du roi, qui organise une fête avec un ballet réglé par Lulli (1658).
Au XVIIIe siècle, l’hôtel devient la propriété de Monsieur de la Frasse de Seynas, seigneur de Saint-Bonnet et conseiller à la cour des monnaiespuis par la famille Croppet de Varissan. Napoléon Bonaparte, alors 1er consul, y déjeune le 29 juin 1800, à son retour de la bataille de Marengo.
C'est la résidence des préfets jusqu’en 1818, date à laquelle la préfecture est transférée place des Jacobins dans l'ancien couvent des dominicains. En 1822, l'hôtel est acheté par la ville de Lyon pour en faire le logement du lieutenant général commandant la 19e division militaire. Parmi les gouverneurs militaires, on peut citer Boniface de Castellane (1788-1862), François Certain de Canrobert (1809-1895), Charles Cousin-Montauban (1796-1878), Charles Denis Bourbaki (1816-1897), Jean-Joseph Farre (1816-1887), Léopold Davout  (1829-1904), Henri Berge (1828-1926), Charles-Jules Zédé (1837-1908), Joseph Gallieni (1849-1916).

Au N°6. Hôtel de la famille Claret de la Tourette. Jacques Claude Claret de la Tourette (1656-1741) conseiller du roi en la sénéchaussée, lieutenant-général et président à la cour des monnaies de Lyon, fait décorer son hôtel de peintures mythologiques par Daniel Sarrabat (1666-1748). Son fils, Jacques Annibal Claret de Fleurieu (1692- 1776) président à la cour des monnaies, prévôt des marchands, secrétaire perpétuel de l'Académie de Lyon pour les belles lettresy reçoit Voltaire 
en novembre 1754.
Marc Antoine Louis Claret de La Tourrette (1729-1793) est botaniste, secrétaire perpétuel de l'Académie de Lyon dans la section des sciences. Il invite plusieurs fois Jean-Jacques Rousseau à cette adresse,. L'hôtel est ensuite acheté par la comtesse Marie-Thérèse Bottu de la Barmondière (1756-1842) qui consacre l’essentiel de sa fortune à aider les pauvres. En 1827, elle donne l’hôtel de la rue Boissac aux religieuses de la société du Sacré-Cœur de Jésus pour y établir un pensionnat destiné aux jeunes filles de la noblesse. Madeleine-Sophie Barat, la fondatrice, visite la maison en 1851.
Au no 8, la marquise de Sévigné loge chez madame Charrier en 1690.
Au no 9, les écuries de la poste étaient au 9, dans un immeuble construit en 1839. Les terrains et bâtiments s'étendaient de la rue Boissac à la rue saint-Joseph, vis-à-vis de l'église Saint François de Sales.